# Beliczky Gergő
Beliczky Gergő (Budapest, 1990. július 3. –) magyar labdarúgó.

## Pályafutása
A tehetséges támadó, élete első NB1-es meccsén csereként beállva egyből győztes gólt rúgott. Rá pár hétre kivitték külföldre, a holland másodosztályba, az FC Zwollehoz. Fél év elteltével a klubnál edzőváltás történt és az új tréner nem tartott rá igényt, így visszament Angyalföldre, ahol második meccsén egyből mesterhármast ért el. Az MTK ellen, amikor az 58. percben beállt még 2-0-ra vezettek a kék-fehérek, ám 4 perc 26 mp alatt szerzett három találatával megfordította, sőt megnyerte a mérkőzést a piros-kékeknek. 2018 és 2020 között a Kaposvár csapatában szerepelt, 2020 júliusától pedig a Dorogi FC játékosa lett.

## Sikerei, díjai
Gyirmót FC
- Másodosztályú bajnok: 2015-16

## Külső hivatkozások
- Hlsz.hu profil
- Statisztikák a soccerway.com-on (angolul)
- Beliczky a Voetbal International honlapján (hollandul)